# Micronycteris hirsuta
Micronycteris hirsuta är en fladdermusart som först beskrevs av Peters 1869.  Micronycteris hirsuta ingår i släktet Micronycteris och familjen bladnäsor. IUCN kategoriserar arten globalt som livskraftig. Inga underarter finns listade i Catalogue of Life.
Arten förekommer i Centra- och Sydamerika från Honduras till Peru, norra Bolivia och centrala Brasilien. Den vistas i låglandet och i bergstrakter upp till 1500 meter över havet. Habitatet utgörs av ursprungliga skogar, ofta nära vattenansamlingar.
Micronycteris hirsuta vilar i trädens håligheter, i byggnader eller under broar. Den jagar flygande insekter eller insektslarver som plockas från växtligheten. Vårtbitare (Tettigoniidae) hittas med hjälp av hörseln när bytet skriker men även på annat sätt.